# Hruševica
Hruševica je naselje v Občini Komen.